# Parc éolien d'Hucqueliers
Le parc éolien d'Hucqueliers est situé en France sur le territoire de la commune d'Herly, au sein de la Communauté de communes du Canton d'Hucqueliers dans le département du Pas-de-Calais en région Nord-Pas-de-Calais.
Il comprend un total de 6 éoliennes Enercon E82/2000 d'une puissance totale de 12 MW.  
Le parc éolien de d'Hucqueliers a été développé et construit par la société OSTWIND international.

## Historique
Ce projet aura nécessité plus de 10 ans pour voir le jour, parce qu'il a été lancé en 2003. Après diverses études ainsi qu'une phase de concertation et des démarches administratives, le chantier a démarré en 2013 pour se terminer courant de l'année 2014 .

## Caractéristiques techniques
Les machines choisies pour réaliser ces parcs sont des Enercon E82/2000. Elles disposent d'une puissance nominale de 2 MW chacune. Le moyeu se trouve à 78,30 mètres de haut et le diamètre du rotor est de 82 mètres.